# Badmintonmeisterschaft von Hongkong 1960
Die Badmintonmeisterschaft von Hongkong des Jahres 1960 war die 18. Austragung der nationalen Titelkämpfe von Hongkong im Badminton, damals noch Meisterschaften der britischen Kronkolonie. Sie fand Ende März 1960 mit ausländischer Beteiligung statt. Die Philippinos Sy Khim Piao und Simeon Haw gewannen das Herrendoppel zum dritten Mal in Folge und konnten den Siegerpokal somit für immer ins Ausland entführen. Chu Sai Wah kam im Herreneinzel ohne Kampf zum Titel, da sein Gegner David Yaw zu spät zum Endspiel erschien.

## Finalergebnisse
| Disziplin    | Sieger                      | Finalist                 | Ergebnis           |
| ------------ | --------------------------- | ------------------------ | ------------------ |
| Herreneinzel | Chu Sai Wah                 | David Yaw                | w.o.               |
| Dameneinzel  | Tsui Yuen Chun              | Helen Kwong              | 12-9, 3-11, 11-9   |
| Herrendoppel | Sy Khim Piao Simeon Haw     |                          |                    |
| Damendoppel  | Connie Young Tsui Yuen Chun | Wong Yin Yin Helen Kwong | 18-14, 12-15, 15-7 |
| Mixed        | George Ma Mary Wong         | Chu Sai Wa Helen Kwong   | 15-12, 11-15, 15-5 |